# Ștefan Augustin Doinaș
Ștefan Augustin Doinaș, romunski pesnik, * 26. april 1922, † 25. maj 2002.
1. ↑  https://www.nytimes.com/2002/05/29/arts/stefan-augustin-doinas-prolific-romanian-poet-80.html
2. 1 2  data.bnf.fr: platforma za odprte podatke — 2011.
3. 1 2  Brockhaus Enzyklopädie
4. 1 2  Gran Enciclopèdia Catalana — Grup Enciclopèdia, 1968.
5. ↑  https://revista22.ro/cultura/in-memoriam-stefan-augustin-doinas